# 凯茜·哈蒙德
凯茜·哈蒙德（英語：Kathy Hammond，1951年11月2日—），美国女子田径运动员，主攻400米短跑。她曾代表美国参加1972年夏季奥林匹克运动会田径比赛，获得一枚银牌和一枚铜牌。